# 버턴어폰트렌트

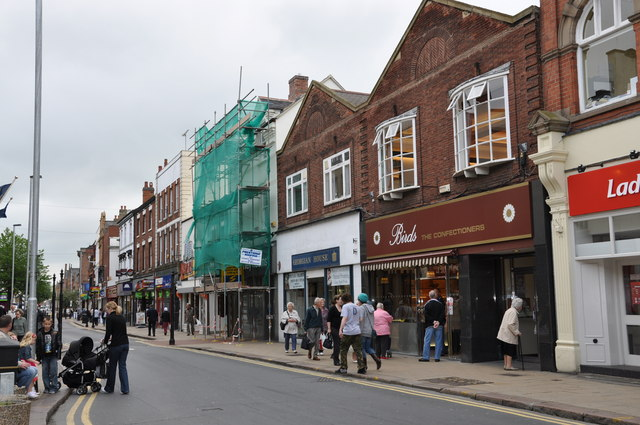
버턴어폰트렌트

버턴어폰트렌트(Burton upon Trent)는 스태퍼드셔주의 도시로, 인구는 43,784명이다.